# پادپروتون

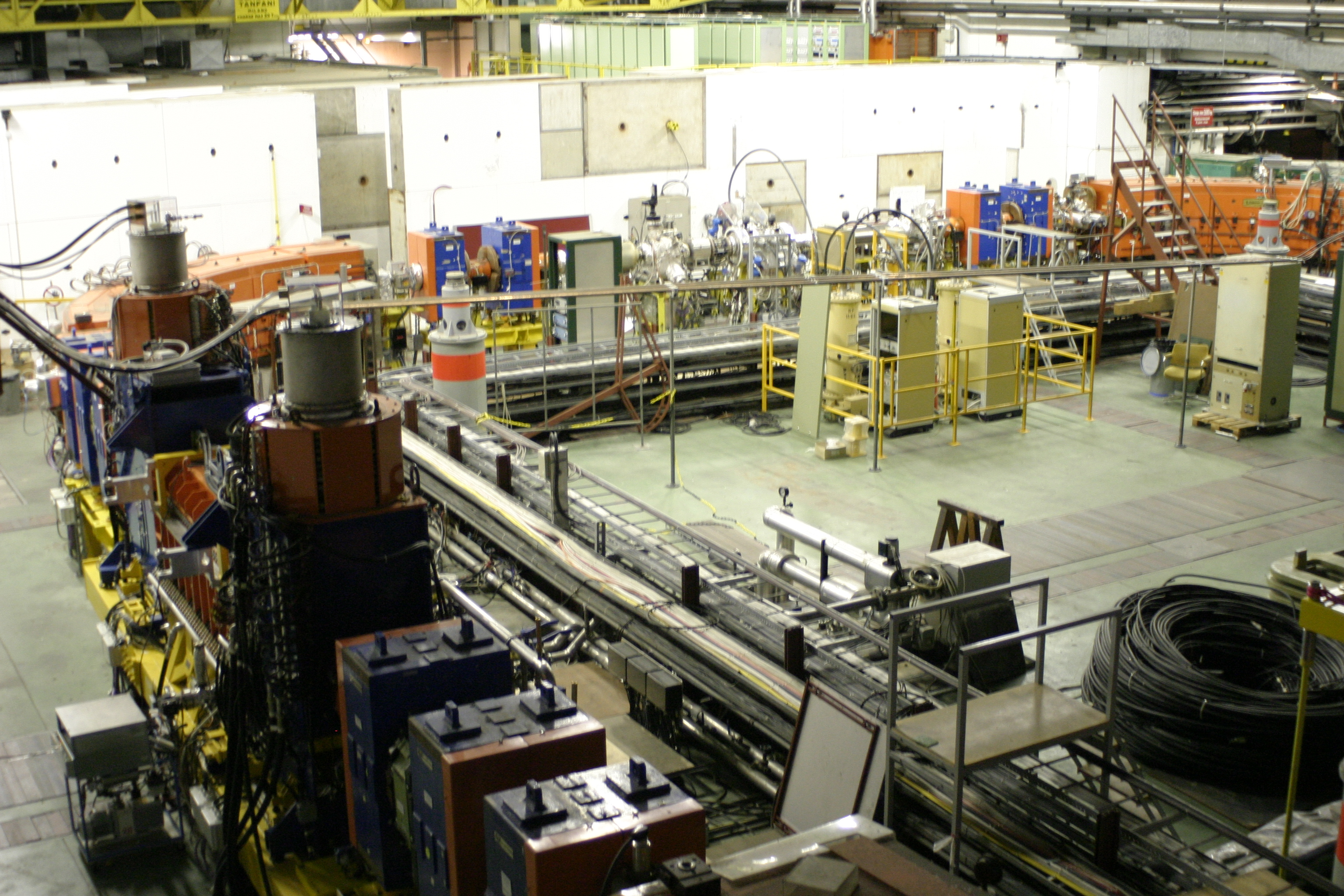
نام یک شتابدهنده پاد پروتون

پاد پروتون نام پادذره پروتون است. این ذره بنیادی نیست و ترکیبی از پاد کوارک ها است. پادپروتون ذره‌ای پایدار است اما به دلیل وجود پروتون زیاد در محیط به سرعت واکنش داده و نابود می‌شود. بار الکتریکی این ذره منفی یک است.
پاد پروتون اولین بار سال ۱۹۵۵ در شتاب‌دهنده ذرات بواترون در آزمایشگاه ملی لارنس برکلی در آمریکا کشف شد. در سال ۱۹۵۹ جایزه نوبل فیزیک از آن امیلیو سگره و اوون چمبرلین، کاشفان این ذره، شد.
با دریافت انرژی،جرم کوارکها افزایش می یابد.
لذا اگر جرم مفروض خاصیّت ضدّ ماده داشته باشد باید با دریافت جزئی انرژی ازبین برود.
از نتایج آزمایشگاهی چنین برمی آید که برای کسری از ثانیه این جرم وجود دارد.
لذا منظور از پاد،قرینه است نه ضد.

## منبع
- گریفیتس، دیوید جفری (۱۳۹۳). مقدمه‌ای بر ذرات بنیادی. نوپردازان. شابک ۹۶۴-۸۱۴۲-۷۱-۸.